# Rúben Bareño
Rúben Laudelino Bareño (Las Piedras, 23 gennaio 1944) è un ex calciatore uruguaiano, di ruolo attaccante.

## Carriera

### Club
Con il Cerro, nelle vesti del New York Skyliners, partecipa all'unica edizione del campionato nordamericano dell'United Soccer Association, lega che poteva fregiarsi del titolo di campionato di Prima Divisione su riconoscimento della FIFA, nel 1967: quell'edizione della Lega fu disputata utilizzando squadre europee e sudamericane in rappresentanza di quelle della USA, che non avevano avuto tempo di riorganizzarsi dopo la scissione che aveva dato vita al campionato concorrente della National Professional Soccer League. Con i Skyliners non superò le qualificazioni per i play-off, chiudendo la stagione al quinto posto della Eastern Division.

### Nazionale
Prese parte, insieme alla Nazionale di calcio dell'Uruguay, al campionato del mondo 1970 dove finì la competizione al quarto posto.
Con la Nazionale di calcio dell'Uruguay, in cui giocò dal 28 luglio 1967 al 6 giugno 1970, Bareño ha totalizzato 13 presenze nelle quali ha segnato 3 gol.

## Palmarès

### Club

#### Competizioni nazionali
- Campionato uruguaiano: 2

Nacional: 1971, 1972
- Campionato ecuadoriano: 1

LDU Quito: 1974

#### Competizioni internazionali
- Coppa Libertadores: 1

Nacional: 1971
- Coppa Intercontinentale: 1

Nacional: 1971
- Coppa Interamericana: 1

Nacional: 1971